# Episodi di USA High (prima stagione)
La prima stagione della serie televisiva USA High è stata trasmessa in anteprima negli Stati Uniti d'America dalla USA Network tra l'8 aprile 1997 e il 13 novembre 1998.
| nº | Titolo originale            | Titolo italiano             | Prima TV USA      | Prima TV Italia |
| -- | --------------------------- | --------------------------- | ----------------- | --------------- |
| 1  | An American in Paris        | Il nuovo compagno           | 8 aprile 1997     |                 |
| 2  | The Car                     | La macchina                 | 5 agosto 1997     |                 |
| 3  | The Credit Card             | La carta di credito         | 6 agosto 1997     |                 |
| 4  | The Ex-Boyfriend            | L'ex ragazzo                | 7 agosto 1997     |                 |
| 5  | Truth or Dare               | Compleanno tra amici        | 8 agosto 1997     |                 |
| 6  | Double Your Pleasure        | Doppio appuntamento         | 11 agosto 1997    |                 |
| 7  | The Headmaster's Daughter   | Padre e figlia              | 12 agosto 1997    |                 |
| 8  | For Whom the Bell Tolls     | Dottore per gioco           | 13 agosto 1997    |                 |
| 9  | Internet Love Story         | Love story via internet     | 14 agosto 1997    |                 |
| 10 | Making the Grade            | Lezioni private             | 15 agosto 1997    |                 |
| 11 | The Model                   | L'occasione                 | 18 agosto 1997    |                 |
| 12 | Jackson's Dad               | Il padre di Jackson         | 19 agosto 1997    |                 |
| 13 | The Most Valuable Waiter    | Cameriere d'eccezione       | 20 agosto 1997    |                 |
| 14 | The Recital                 | L'audizione                 | 25 agosto 1997    |                 |
| 15 | Giuseppe's Coming to Dinner | Un fidanzato per Winnie     | 26 agosto 1997    |                 |
| 16 | Radio Free Advice           | La radio amica              | 27 agosto 1997    |                 |
| 17 | All That Lazz               | Lazzarini Show              | 28 agosto 1997    |                 |
| 18 | West Point                  | Oktoberfest                 | 29 agosto 1997    |                 |
| 19 | Beauty and the Biker        | Il ragazzo di Ashley        | 1º settembre 1997 |                 |
| 20 | A Date with Dupre           | Chiodo schiaccia chiodo     | 3 settembre 1997  |                 |
| 21 | The German Girl             | La ragazza tedesca          | 5 settembre 1997  |                 |
| 22 | The Odd Couple              | La strana coppia            | 8 settembre 1997  |                 |
| 23 | The Duelling Elliots        | Agente per gioco            | 9 settembre 1997  |                 |
| 24 | Love Is Blind               | L'amore è cieco             | 10 settembre 1997 |                 |
| 25 | Au Revoir Katherine         | Arrivederci Katherine       | 15 settembre 1997 |                 |
| 26 | Lazzarini's Sister          | Un fratello geloso          | 16 settembre 1997 |                 |
| 27 | Nurse Lauren                | La televendita              | 17 settembre 1997 |                 |
| 28 | The French Tutor            | L'insegnante di francese    | 18 settembre 1997 |                 |
| 29 | Mr. Tiffani                 | Vita da star                | 19 settembre 1997 |                 |
| 30 | Bed & Breakfast             | Bed and breakfast           | 21 settembre 1997 |                 |
| 31 | Baby Boom                   | Il piccolo Max              | 22 settembre 1997 |                 |
| 32 | Camping with Mr. Elliot     | Veri uomini                 | 23 settembre 1997 |                 |
| 33 | Once Upon an Elevator       | Il gioco delle coppie       | 24 settembre 1997 |                 |
| 34 | Headmaster Winnie           | Tutti al fresco             | 25 settembre 1997 |                 |
| 35 | Gotta Dance                 | Il balletto                 | 28 settembre 1997 |                 |
| 36 | The Competition             | Gelosia                     | 29 settembre 1997 |                 |
| 37 | King Mueller                | Sangue reale                | 30 settembre 1997 |                 |
| 38 | The Winnie Show             | Ospite d'onore              | 1º ottobre 1997   |                 |
| 39 | Goodbye, Mr. Phipps         | Carpe diem                  | 2 ottobre 1997    |                 |
| 40 | Giuseppe Returns            | Italian lover               | 30 ottobre 1997   |                 |
| 41 | Happy New Year              | Felice anno nuovo           | 31 dicembre 1997  |                 |
| 42 | Buddies                     | Veri amici                  | 2 gennaio 1998    |                 |
| 43 | Lottery Fever               | Il biglietto della lotteria | 5 gennaio 1998    |                 |
| 44 | Date Auction                | Ragazzi all'asta            | 6 gennaio 1998    |                 |
| 45 | Lazz's High Noon            | Lazz è nei guai             | 7 gennaio 1998    |                 |
| 46 | Daddy's Little Girl         | La cocca di papà            | 8 gennaio 1998    |                 |
| 47 | Breaking Up Is Hard to Do   | Che fatica lasciarsi!       | 9 gennaio 1998    |                 |
| 48 | Culture Shock               | Che stress la cultura!      | 12 gennaio 1998   |                 |
| 49 | The Hospital                | Video di addio              | 13 gennaio 1998   |                 |
| 50 | Jackson Moves Out           | Jackson si trasferisce      | 14 gennaio 1998   |                 |
| 51 | The U.F.O.                  |                             | 15 gennaio 1998   |                 |
| 52 | Jackson's New Manager       | Il nuovo manager di Jackson | 16 gennaio 1998   |                 |
| 53 | She's the Boss              | Il capo è lei               | 6 aprile 1998     |                 |
| 54 | Lazz Versus USA High        | Il processo                 | 7 aprile 1998     |                 |
| 55 | Jackson's Best Bud          | Il miglior amico di Jackson | 8 aprile 1998     |                 |
| 56 | Ashley's American Cousin    | La cugina di Ashley         | 13 aprile 1998    |                 |
| 57 | Jackson's Dilemma           | Il dilemma di Jackson       | 14 aprile 1998    |                 |
| 58 | Winnie's Brother            | Il fratello di Winnie       | 15 aprile 1998    |                 |
| 59 | My Hero                     |                             | 17 aprile 1998    |                 |
| 60 | Everybody Loves Raphael     |                             | 21 aprile 1998    |                 |
| 61 | Raphael's Proposal          |                             | 22 aprile 1998    |                 |
| 62 | Big Lazz on Campus          | La messinscena di Lazz      | 8 giugno 1998     |                 |
| 63 | Lauren's Sister             | Lauren è gelosa             | 9 giugno 1998     |                 |
| 64 | Mother's Day                | La festa della mamma        | 10 giugno 1998    |                 |
| 65 | Goodbye Christian           | Addio Christian             | 3 agosto 1998     |                 |
| 66 | Jackson's Idol              | L'idolo di Jackson          | 4 agosto 1998     |                 |
| 67 | A Star Is Born              | Sogni di gloria             | 5 agosto 1998     |                 |
| 68 | Christian's Big Lie         | Week-end galeotto           | 6 agosto 1998     |                 |
| 69 | The Breakfast Club          | Tutti in castigo            | 7 agosto 1998     |                 |
| 70 | From Russia with Love       |                             | 10 agosto 1998    |                 |
| 71 | Fraulein Winnie             | Genitori in vista           | 11 agosto 1998    |                 |
| 72 | Kisses, Lies & Videotape    | Baci, bugie e videotape     | 12 agosto 1998    |                 |
| 73 | Jackson's Choice            | Addio Maggie                | 13 agosto 1998    |                 |
| 74 | The Reunion                 | Di nuovo insieme            | 14 agosto 1998    |                 |
| 75 | Goodbye Lazz                |                             | 13 novembre 1998  |                 |